# Bahía de Osaka
La bahía de Osaka (大阪湾, Osaka-wan) es una bahía situada en el oeste de Japón. Como parte del mar Interior de Seto, está separado del océano Pacífico por el canal de Kii y de la parte occidental del vecino del mar interior por el estrecho de Akashi. Su orilla occidental está formado por la isla de Awaji, y sus orillas septentrional y orientales son parte del área metropolitana de Kansai.
La forma de la bahía es elíptica y se extiende unos 60 km, de noroeste a sureste, y unos 30 km, de noroeste a sureste. El área de la bahía es de unos 1500 km² y la profundidad media es de 27 m, estando el lugar más profundo en el estrecho de Kii, que llega a los 197 m. La mayor velocidad de la corriente se da en el estrecho de Akashi, unos 12 km/h.
Los puertos principales de la bahía de Osaka son Osaka, Kobe, Nishinomiya, Sakai (Osaka), Amagasaki y Hannan.
Se han creado en décadas pasadas en la bahía de Osaka algunas islas artificiales, como la del Aeropuerto Internacional de Kansai, la isla Puerto y la isla Rokko.
La mayoría de las islas de la parte sur del final de la bahía de Osaka son parte del Parque Nacional del mar Interior de Seto.
Las industrias se localizan alrededor de la bahía de Osaka porque hay una mano de obra cualificada y abundante, muchas facilidades con el puerto, vínculos eficientes (desde pequeñas a grandes firmas empresariales). Hay buenas líneas de transporte (incluyendo el Shinkansen), espacio para expandirse (tierra que se puede reclamar en el mar), y un largo mercado local (9 millones).
Ha habido unos cambios recientes en la bahía de Osaka: El declive de las mayores industrias 'pesados', como Nippon Steel y la expansión de la 'nueva tecnología' empresas tales como las ICT. Ha habido un crecimiento en la industrias cuaternarias: investigación, desarrollo e información. También ha habido un desarrollo en los parques de la ciencia y la construcción de nuevas autopistas; Esto ha significado la pérdida de las zonas rurales.
La Noria Tempozan Ferris y el Acuario Osaka Kaiyukan están localizados en el área Tempozan Harbor de Osaka.

## Puertos principales
- Puerto de Kobe
- Puerto de Osaka

## Aeropuertos
- Aeropuerto Internacional de Kansai
- Aeropuerto de Kobe

- Datos: Q999162
- Multimedia: Osaka Bay / Q999162